# Cybersex
Mit dem seit den 1990er Jahren existierenden Begriff Cybersex (CS) werden verschiedene Formen der virtuellen Erotik, sexueller Interaktion und Pornografie bezeichnet, die mit Hilfe eines Computers oder über das Internet ausgelebt werden. Das Spektrum reicht von der reinen Betrachtung oder (auch) Masturbation beim Konsumieren pornografischer Bilder über sexuell anzügliche Chats oder den Austausch erotischer E-Mails innerhalb von Fernbeziehungen bis hin zur sexuellen Stimulation mit Hilfe von Datenhelmen oder Datenhandschuhen.

## Begriffsentstehung
Der Begriff Cybersex ist ein Lehnwort aus dem Englischen, das seit Beginn der 1990er Jahre verwendet wird. In deutschen Wörterbüchern wird der Begriff seit 1995 gelistet. Üblicherweise wird Cybersex im Chatjargon mit „CS“ oder „C6“ abgekürzt. Beim zusätzlichen Einsatz einer Webcam wird auch von „Camsex“, „Live Cam Sex“ oder „Webcam Sex“ gesprochen; verwenden in einem Chat oder Ähnlichem beide Partner eine Kamera, um sich beispielsweise gegenseitig beim Masturbieren zu beobachten, wird häufig die Bezeichnung „Cam-to-Cam“, „Cam2Cam“ oder „C2C“ als Unterkategorie des Camsex verwendet.

## Geschichte und Entwicklung
Zu Beginn der 1990er Jahre wurde Cybersex meist mit der Anbahnung erotischer oder sexueller Kontakte oder Onlinedatings über E-Mails gleichgesetzt, andere gebräuchliche Formen waren die zunehmende Verfügbarkeit diverser Speichermedien mit pornografischen Bildern oder erotischen Computerspielen wie beispielsweise virtuellem Strip-Poker. Mit der Verbreitung des Internets entstanden unzählige sowohl kostenlose wie auch kostenpflichtige Webseiten mit erotischen oder pornografischen Inhalten. Der Konsum solcher Seiten dient überwiegend der persönlichen sexuellen Stimulation, wobei der Internet-Nutzer während des Konsums der Bilder seine sexuellen Fantasien ausleben kann. In Chatrooms hingegen steht vor allem der anonyme Austausch sexueller Fantasien im Mittelpunkt, der allen Beteiligten die Möglichkeit gibt, die wechselseitigen Fantasien zu artikulieren und sexuelle Vorstellungen verbalerotisch auszutauschen. Für spezielle Interessensgruppen, beispielsweise Fetischisten, Homosexuelle oder Swinger, entstanden spezielle Chatrooms, die im Lauf der Jahre auch zusätzliche Angebote wie Informationen, Stammtische oder Foren entwickelten.
Mit der Entwicklung von 3D-basierten Mehrspieler-Online-Rollenspielen wie Second Life entstand die Möglichkeit, die sexuellen Fantasien nicht nur verbal auszudrücken: Nutzer konnten ihre jeweiligen Avatare entsprechende Handlungen nun auch virtuell ausführen lassen. Dabei existieren Umfelder, in denen Cybersex ausdrücklich angestrebt wird, während es sich in anderen Rollenspielen um eine Randerscheinung handelt.
Eine Schnittstelle zwischen dem rein virtuellen Sex und dem sexuellen Erleben in der Realität sollen Datenhelme, -handschuhe und Ganzkörperanzüge bieten, deren Entwicklung aber noch in den Anfängen steckt. Daneben werden auch andere Hilfsmittel angeboten, beispielsweise über USB an den Computer anschließbare und steuerbare Vibratoren. Diese Entwicklung setzt sich mittlerweile auch kommerziell fort, insbesondere der steuerbare Dildo und die Webcam werden von vielen Portalen im Internet monetarisiert. Die Grenzen zum sich entwickelnden Maschinensex sind fließend.
Schon 1994 stellte Alfred Biolek in seiner Talkshow Boulevard Bio mit dem Thema „Cybersex“ ein Paar in Fernbeziehung vor, das speziell angefertigte Anzüge mit Sensoren und Vibratoren entwickelt hatte. Diese Vibratoren waren über das damalige Telefonnetz ISDN mit dem Computer des Partners am anderen Ort verbunden. Mit speziell entwickelten Programmen konnte die Stimulation eines bestimmten Körperteils ausgewählt und aktiviert werden.

## Verbreitung
Über die genaue Zahl der Besucher und Konsumenten von Cybersex existieren nur wenige Statistiken und Studien. Für die USA ergaben Untersuchungen, dass rund 40 Millionen Menschen entsprechende Webseiten besuchen. Der größte Teil von ihnen, etwa 70 Prozent, konsumieren diese Angebote während der Arbeitszeit.
Jugendliche und auch Kinder mit Internetzugang kommen normalerweise ebenfalls mit Cybersex in einer seiner Erscheinungsformen in Berührung. Eine im Jahr 2006 durchgeführte Studie an Minderjährigen in den Niederlanden ergab, dass 75 Prozent der Mädchen und 80 Prozent der Jungen sexuelle Erlebnisse im Internet hatten. Dabei erlebten 26 Prozent der Mädchen und zehn Prozent der Jungen diese Erlebnisse als negativ. Ähnliche Ergebnisse lassen sich für den gesamten westeuropäischen Raum erwarten.

## Motivation
Neben der von der Einzelperson konsumierten pornografischen Darstellung zur sexuellen Stimulation oder zur Anregung der Fantasie bei der Masturbation lassen sich beim Cybersex zwischen zwei oder mehreren Personen neben der reinen Stimulation weitere Motive feststellen. Kornelius Roth listet sechs grundlegende Faktoren auf, die den virtuellen Sex attraktiv machen: Er ist leicht verfügbar, sicher, anonym, geheim, nicht sehr teuer und normalisiert die eigene Sexualität. Daneben machen weitere Faktoren wie die beinahe unendliche Verfügbarkeit neuer Sexualpartner und sexueller Reize den virtuellen Sex attraktiv. Findet die sexuelle Kommunikation in Textform statt (beispielsweise in Chats und Foren), besteht zudem die Möglichkeit, eine eigenständige virtuelle Identität aufzubauen, die mit der realen Existenz nicht übereinstimmen muss. Mit einer solchen künstlichen Identität können Erfahrungswelten zugänglich gemacht werden, die in der Realität verschlossen bleiben, beispielsweise kann ein Mann sich in seiner sexuellen Fantasie als Frau darstellen, ein Tier spielen oder sich deutlich älter oder jünger verhalten.
Ein weiterer Aspekt des Cybersex ist die durch das Fehlen des physischen Kontaktes gewahrte Sicherheit und die auch bei extremen Fantasien erhaltene körperliche Unversehrtheit des Einzelnen. So sind beispielsweise auch bei häufig wechselnden Sexpartnern die Infektion mit sexuell übertragbaren Krankheiten oder eine ungewollte Schwangerschaft ausgeschlossen, ebenso wird Schmerz nicht tatsächlich empfunden. Gesellschaftlich verpönte oder gesetzlich verbotene Sexualpraktiken wie beispielsweise Koprophagie oder Inzest können virtuell ausgelebt werden, nur einige wenige Praktiken stehen auch im Internet unter Strafe, beispielsweise die Pädophilie.

## Sexsucht im Internet
Analog zur realen Sexsucht oder der Internetsucht enthält auch der Cybersex ein gewisses Suchtpotenzial. Während die meisten Nutzer nur gelegentlich Sexseiten besuchen, gibt es eine weitere Gruppe, die ein erhöhtes Risiko aufweist. Dies sind in der Regel Internetnutzer, die bereits in der Realität minimale Tendenzen zur Sexsucht gezeigt haben und mit dem Cybersex versuchen, reale Probleme zu verdrängen oder emotional zu verarbeiten. Cybersexsüchtige hingegen sind meist Menschen, die in der Virtualität ihre auch real vorhandene Sexsucht ausleben und diese dadurch erweitern. Von den betroffenen Männern gaben in einer amerikanischen Studie 77 Prozent an, sich dabei überwiegend auf den Konsum von Pornografie zu konzentrieren, während süchtige Frauen zu 80 Prozent den virtuellen Austausch über Chats suchen. Wie bei anderen Formen der Sucht können auch hier Co-Abhängigkeiten der Lebenspartner entstehen und die Familie und die Arbeit so stark vernachlässigt werden, dass die Aufrechterhaltung von Beziehungen und Arbeitsverhältnissen gefährdet oder unmöglich gemacht wird. Die Behandlung und die Entzugssymptomatik ähneln denen der realen Sexsucht.